# Luigi Mancinelli
Luigi Mancinelli   (Orvieto, 5 de febrer de 1848 - Roma, 2 de febrer de 1921) va ser un director, violoncel·lista i compositor italià.
La seva carrera inicial va ser a Itàlia, on va establir una reputació a Perusa i després a Bolonya. Després de 1886 va treballar sobretot a altres països, com a director titular a la Royal Opera House, Covent Garden de Londres i a l'"Old Metropolitan" Opera House de Nova York, i en altres cites a Madrid, Rio de Janeiro i Buenos Aires.
Mancinelli va ser molt apreciat no només en el repertori italià, en el qual va començar a destacar, sinó també en l'òpera alemanya i francesa. Malgrat la seva gran reputació com a director, les seves composicions van tenir un èxit limitat, i cap d'elles va entrar al repertori habitual.

## Joventut
Mancinelli va estudiar orgue i violoncel amb el seu germà gran, Marino (que més tard es va convertir en un conegut director d'òpera italiana) i després va tocar com a violoncel·lista a la capella d'Orvieto i l'orquestra del "Teatro della Pergola" de Florència.[2]  A Florència va estudiar composició amb Teodulo Mabellini. El 1874 es va traslladar al Teatre Morlacchi de Perusa, com a violoncel·lista principal i ajudant de mestre concertador. Va fer el seu debut com a director allà amb Aïda quan el director habitual no va poder aparèixer, a causa d'una embriaguesa temporal. L'empresari Vincenzo Jacovacci va ser present, i va contractar Mancinelli per al Teatre Apollo de Roma, on va dirigir fins a 1881. Ràpidament es va construir una reputació; el 1877 Arrigo Boito el va anomenar l'intèrpret ideal de Mefistofele, i Giovannina Lucca, la titular dels drets italians de les òperes de Wagner, el considerava el successor d'Angelo Mariani com el principal director de Richard Wagner d'Itàlia. El mateix Wagner va valorar Mancinelli moltíssim.

## Carrera internacional
El juliol de 1878 Mancinelli va dirigir a París per primera vegada. A Itàlia va treballar principalment a Bolonya, dirigint òpera al Teatro Comunale, exercint com a mestre de capella a la basílica de San Petronio i ensenyant al Liceo Musicale, on els seus alumnes incloïen Giacomo Orefice. Al llarg de la seva carrera Mancinelli va compondre a més de la direcció. La seva primera òpera, Isora di Provenza (1884) va tenir èxit a Bolonya però va fracassar a Nàpols dos anys més tard. Després d'això, la carrera de Mancinelli va ser principalment fora d'Itàlia. El juny de 1886 va dirigir un concert a Londres, consistent en la Cinquena Simfonia de Beethoven i una selecció de les seves pròpies composicions. Després d'haver renunciat als seus càrrecs a Bolonya, va acceptar una invitació de l'empresari Augustus Harris per unir-se a Alberto Randegger com a director d'una temporada al juny i juliol de 1887 al Theatre Royal, Drury Lane amb un repartiment internacional estrellat i un ampli repertori d'òperes italianes, franceses, austríaques i alemanyes.
Harris es va fer càrrec de la direcció de la Royal Opera House, Covent Garden el 1888, i va nomenar Mancinelli el seu director en cap, càrrec que va ocupar fins a 1905. Va millorar ràpidament els estàndards musicals. Poques setmanes després del seu nomenament, un crític francès va comentar: {{Cita|"Sota la batuta de M. Mancinelli, la seva orquestra ha aconseguit l'homogeneïtat que li faltava al principi; ara és digna de Covent Garden". Quan Harris i Mancinelli es van fer càrrec, la casa va ser coneguda oficialment com "The Royal Italian Opera House", i òperes de qualsevol nacionalitat es van cantar en italià - Die Zauberflöte es va donar com La flauta màgica, etc. A poc a poc, la política es va canviar de manera que, generalment, les òperes es cantaven en la llengua en què van ser escrites originalment. A la dècada de 1890, Mancinelli dirigia actuacions de Faust i Roméo et Juliette en francès i Lohengrin en alemany, tot i que Die Meistersinger es va continuar donant en traducció italiana fins al 1899, moment en què Mancinelli havia cedit en gran part el repertori alemany a directors convidats d'Alemanya, en aquest cas Karl Muck. Entre les estrenes britàniques dirigides per Mancinelli hi havia l'òpera final de Verdi, Falstaff, el maig de 1894. La producció presentava alteracions que Verdi havia fet a la partitura des de l'estrena mundial a Milà un any abans, però alguns dels tempi de Mancinelli van aixecar les celles crítiques.
Mancinelli va ser director titular de l'òpera de Madrid, 1887–1893, i del Metropolitan Opera House (el "Old Met"), Nova York, 1893–1903. En aquest últim va dirigir sobretot òperes italianes o franceses, incloent algunes rareses relatives com Semiramide, Orfeo ed Euridice, Lucia di Lammermoor i L'Africaine. En el repertori alemany, va dirigir Lohengrin, Die Meistersinger von Nürnberg i Tannhäuser (totes en italià, com era la pràctica del Met en aquell moment). Com a Covent Garden, Mancinelli va presentar Falstaff, però amb un repartiment més estrella que a Londres, incloent Victor Maurel en el paper principal i Emma Eames i Zélie de Lussan com Alice i Nannetta Ford. Va dirigir la primera actuació del Met del que es va convertir en el familiar doble-bill de Cavalleria rusticana i Pagliacci, encara que en aquella ocasió aquest últim va ser el primer. Altres òperes que van rebre les seves estrenes al Met amb Mancinelli inclouen La flauta màgica, Don Giovanni i La bohème.
Mancinelli va dirigir òpera a Itàlia fins al 1911 i durant les temporades al Teatro Nacional de São Carlos, Lisboa, de 1901 a 1919–20. El 1905 va estar a l'òpera de Rio de Janeiro i el maig de 1908 va dirigir Aida, inaugurant el nou Teatre Colón de Buenos Aires, tornant-hi els anys 1909, 1910 i 1913.

## Vida personal
- El 1881, Mancinelli es va casar amb Luisa Cora, a Torí.[14]
- Va morir a Roma el 2 de febrer de 1921, als 72 anys.[2]

## Obres
Encara que Mancinelli era considerat pels contemporanis com un director d'orquestra que també componia, es va prendre les seves composicions amb molta seriositat i es va decebre perquè tinguessin poc impacte en el públic. La seva "tragica lirica" Ero e Leandro..., estrenada al Festival de Norwich el 1896, es va donar més tard a Madrid, Londres, Nova York i diverses ciutats italianes, però no va mantenir un lloc en el repertori. Grove's Dictionary of Music and Musicians comenta que la manca d'èxit de Mancinelli com a compositor:
| « | "Probablement va ser causada en part per un temperament dramàtic molt en desacord amb els corrents dominants de l'òpera italiana de l'època, tal com es va manifestar a l'escola del verisme i Puccini. Això és evident també en el tractament més aviat abstracte dels seus personatges, una tendència emfatitzada per la seva falta de facilitat per crear melodies memorables." | » |

Operas
- Isora di Aix, (3 acts, A. Zanardini; Bologna, 1884)
- Ero e Leandro (3 actes, Arrigo Boito; Norwich Festival, 1896)
- Paolo e Francesca (1 acte, Arturo Colautti; Bolonya, 1907)
- Sogno di una notte d'estate (3 actes, Fausto Salvatori; 1919)

Altres obres escèniques
- Messalina (Preludi i intermezzo per al drama de Pietro Cossa, 1876)
- Cleopatra (Intermezzi simfònics per al drama de Pietro Cossa, 1877)
- Tizianello (Cinc peces per a la comèdia d'E. Lombroso, 1880)
- Isaia (Cantata, paraules de Giuseppe Albini, 1887)

Partitures de pel·lícules
- Frate Sole (partitura per a cor i orquestra a partir del conte de Mario Corsi [it], Tespi-films, Roma; 1918)
- Giuliano l'Apostata (partitura per a cor i orquestra del conte d'Ugo Falena, Bernini-films, Roma; 1920)